# Łowca demonów
Łowca demonów (tytuł oryg. Demon Hunterfilm) – amerykański filmowy horror z 2005 roku, wyreżyserowany przez Scotta Ziehla.

## Fabuła
Po jednej stronie stoi Kościół i łowcy demonów działający na jego zlecenie. Ich największym wrogiem jest najpotężniejszy z demonów, Asmodeus, pragnący opanować Ziemię, zapładniając kobiety szatańskim nasieniem, by wkrótce wydały na świat jego potomków. Tylko jeden z łowców – Jake Greyman, mieszaniec rasy ludzkiej i diabelskiej – jest w stanie stawić mu czoła. Kościół utrzymuje w tajemnicy sposób działania swego pomocnika, ma on za zadanie zabić każdego, kto stanie mu na drodze do zniszczenia demona.

## Obsada
- Sean Patrick Flanery – Jake Greyman
- Billy Drago – Asmodeus
- Lea Moreno Young – Maria
- Dan Southworth – strażnik
- Colleen Porch – Sara Ryan
- Gary Nickens – Anioł Piekła
- Harlan Baird – umierający mężczyzna
- Terrence Beasor – biskup Desapio
- William Bassett – kardynał White
- Bertha Holguin – Anna
- Michael Worth – gliniarz Brad
- Nancy Yoon – Angela Yamakawa
- David Wells – ojciec Patrick
- Charles Howerton – inkwizytor
- Johnny Nguyen – strażnik